# Acronicta crassistriga
Acronicta crassistriga là một loài bướm đêm trong họ Noctuidae.